# Litchville
La ville de Litchville est située dans le comté de Barnes, dans l’État du Dakota du Nord, aux États-Unis. Sa population s’élevait à 172 habitants lors du recensement de 2010, estimée à 157 habitants en 2018.

## Histoire
Litchville a été fondée en 1900.

## Démographie
| Groupe            | Litchville | Dakota du Nord | États-Unis |
| ----------------- | ---------- | -------------- | ---------- |
| Blancs            | 94,8       | 90,0           | 72,4       |
| Amérindiens       | 0,6        | 5,4            | 0,9        |
| Métis             | 3,5        | 1,8            | 2,9        |
| Afro-Américains   | 0,6        | 1,2            | 12,6       |
| Autres            | 0,6        | 1,6            | 11,2       |
| Total             | 100        | 100            | 100        |
|                   |            |                |            |
| Latino-Américains | 0,6        | 2,0            | 16,7       |

Selon l’American Community Survey, pour la période 2011-2015, 93,66 % de la population âgée de plus de 5 ans déclare parler l'anglais à la maison, 5,63 % déclare parler l'espagnol et 0,70 % une autre langue.
| 1910 | 1920 | 1930 | 1940 | 1950 | 1960 |
| ---- | ---- | ---- | ---- | ---- | ---- |
| 484  | 528  | 410  | 430  | 408  | 345  |

| 1970 | 1980 | 1990 | 2000 | 2010 | - |
| ---- | ---- | ---- | ---- | ---- | - |
| 294  | 251  | 205  | 191  | 172  | - |

## Source
- (en) Cet article est partiellement ou en totalité issu de l’article de Wikipédia en anglais intitulé « Litchville, North Dakota » (voir la liste des auteurs).